# Zbigniew Fil
Pour les articles homonymes, voir Fil.

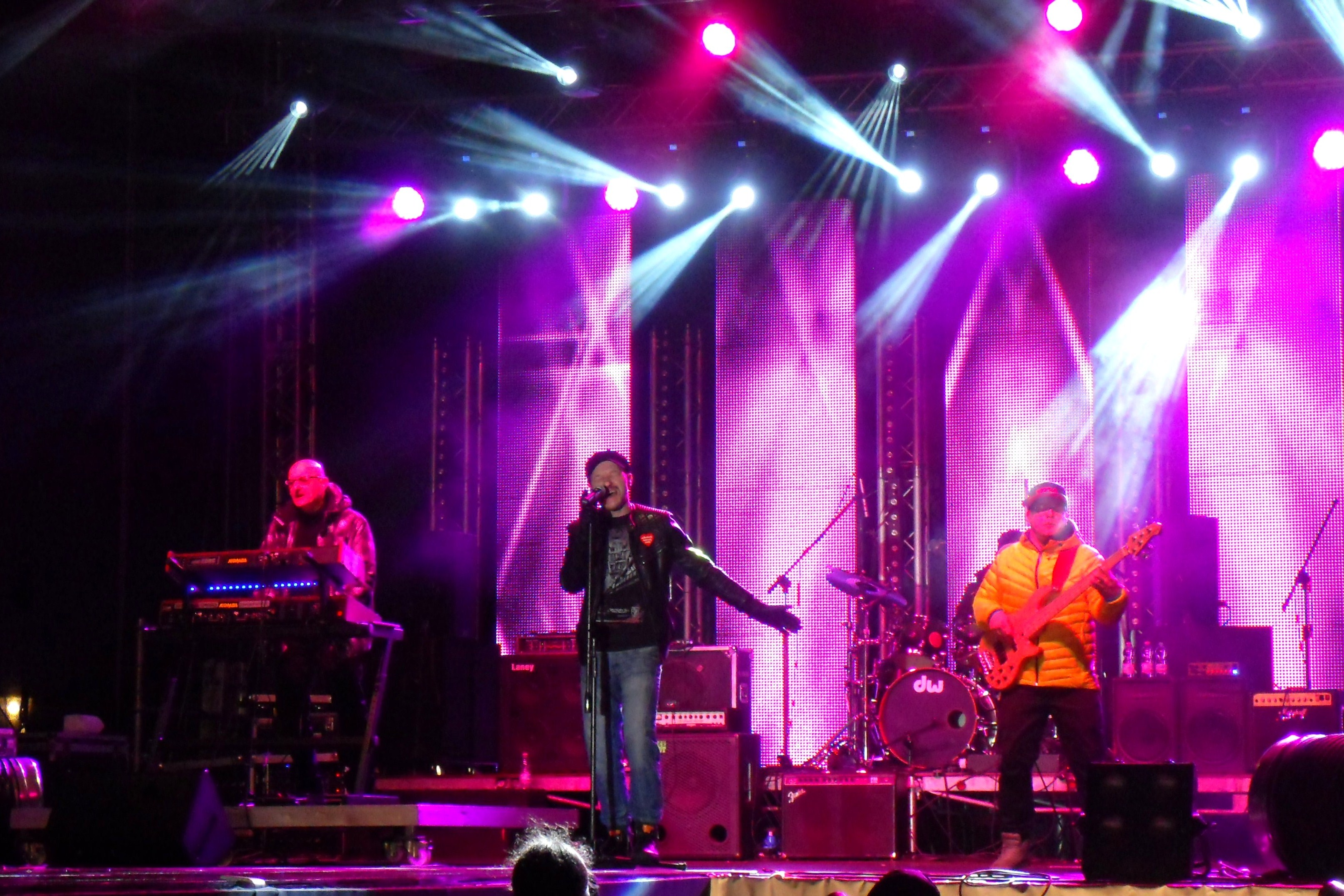
Zbigniew Fil

Zbigniew Fil (Zamość, 17 mars 1977) est un chanteur et multi-instrumentiste polonais. 
Il étudia l'alto à l'Académie de musique de Cracovie et gagna le programme de TVN.

## Discographie
- 1997 Nic nie boli, tak jak życie (Budka Suflera)
- 2005 Definition of Bass[1] (Wojciech Pilichowski)
- 2009 Zaczarowane Miasto[2] (Łosowski)